# Johann Georg Satzinger
Johann Georg Satzinger (* 1790 in Tayding (bei Vilshofen); † 1856 in Regensburg) war ein deutscher Jurist und Bürgermeister von Regensburg.
Satzinger schloss 1810 das (heutige) Wilhelmsgymnasium München ab. Nach dem Studium der Rechtswissenschaften an der 1800 von Ingolstadt nach Landshut verlegten bayerischen Landesuniversität Landshut, legte er dort 1814 das juristische Staatsexamen ab und absolvierte 1816 den Staatskonkurs (juristische Assessorprüfung) in München. Danach war er 1817 als Assessor an verschiedenen Gerichten in München tätig und ab 1818 als Stadtschreiber in Schongau.
1821 wurde Satzinger in Regensburg dritter und ab 1834 erster rechtskundiger Magistratsrat. Zu dieser Zeit wurde er zum ersten Verfasser einer mehrbändigen zeitgenössischen Stadtchronik, die er bis 1838 führte unter dem Titel „Neue Chronik oder Gedenkbuch der Hauptstadt Regensburg. Auf allerhöchsten Befehl Seiner Majestät Ludwig I. Königs von Bayern angelegt bei dem Magistrate Regensburg den 1. Oktober 1829“ Nach Satzinger wurde die Chronik fortgesetzt von Joseph Rudolf Schuegraf.
Im Oktober 1836 wurde in Regensburg in Nachfolge des von den Bürgern wenig geachteten Bürgermeisters Friedrich Brügel der Liberale Gottlieb von Thon-Dittmer zum Bürgermeister gewählt, nach drei Jahren auf Lebenszeit erneut gewählt und vom König bestätigt. Da sich Thon-Dittmer nicht allein auf Kommunalpolitik beschränken wollte, suchte er auch den Weg in die Landespolitik und avancierte 1845 in der Kammer der Landtagsabgeordneten zum Sprecher der Liberalen.
Nach den Revolutions-Unruhen in München wurde Thon Dittmer 1848 von König Ludwig I. zum Verweser des Staatsministeriums des Inneren bestellt. Auch nach der Abdankung des Königs blieb er unter dem neuen König Maximilian II. zunächst Innenminister bis zu seiner Abdankung am 14. November 1848. Danach blieb er bis zu seinem Tod im März 1853 Mitglied im Bayerischen Staatsrat in München.
Während der Abwesenheit von Thon-Dittmer führte in Regensburg der rechtskundige 1. Magistratsrat Satzinger die Geschäfte des Bürgermeisters provisorisch und war damit in den Monaten der Revolution eine zentrale, aber im Hintergrund bleibende Person. Auch wenn klar war, dass die Wahl eines neuen Bürgermeisters nötig war, war die Mehrzahl der Gemeindebevollmächtigten nicht bereit, Satzinger zum neuen Bürgermeister zu wählen. Bei einer Wahl im Oktober 1849 unterlag er dem Gegenkandidaten dem Assessor Eduard Schwarz mit 17 zu 18 Stimmen. Satzinger führte seine Niederlage auf sein entschiedenes Eintreten für die Gewerbefreiheit zurück, was die in der Stadt agierenden Gewerbetreibenden verärgert hätte. Jedoch standen den liberalen Auffassungen Satzingers bei der Gewerbefreiheit seine stark konservativen Auffassungen in politischen Fragen und in Verfassungsfragen gegenüber, die er häufig zur Grundlage seiner Entscheidungen machte. In Hinsicht auf den Wahlausgang folgte deshalb das Innenministerium in München der Einschätzung der Kreisregierung und machte eher die starken konfessionellen Gegensätze in der Stadt für den Ausgang der Wahl verantwortlich, denn solange katholische Kreise in der Stadt auf der Wahl des Katholiken Satzinger bestünden, würde seine Wahl im protestantisch geprägten Regensburg nicht gelingen. Deshalb akzeptierte das Innenministerium in München das Wahlergebnis mit der Niederlage Satzingers nicht, jedoch lehnte daraufhin der mehrheitlich gewählte Kandidat Eduard Schwarz die Annahme des Wahlergebnisses ab. Am 10. Februar 1849 kam es zu einem zweiten Wahlgang, bei dem Satzinger mit 24 von 35 Stimmen zum Nachfolger von Thon-Dittmer gewählt wurde. Der König bestätigte die Wahl und drei Jahre später auch die Wiederwahl. Im Jahr 1856 wurde Satzinger auf eigenes Ersuchen pensioniert und starb im August des gleichen Jahres in Regensburg.